# 1-й Капітульний провулок (Житомир)
1-й Капітульний провулок — провулок в Богунському районі Житомира. Історичний соціально-виробничий топонім: землі провулку раніше належали капітулі Житомирської дієцезії римсько-католицької церкви.

## Розташування
Пролягає в місцевості Сінний Ринок.

## Історія
Почав формуватися на початку ХХ століття. Провулок сформувався до Другої світової війни на землях, що до більшовицького перевороту належали капітулі.
Історична назва — провулок Капітульний. З такою назвою зазначений на мапі міста 1915 року. З 1949 року до 2016 року називався 2-й провулок Щорса.
Відповідно до розпорядження Житомирського міського голови від 19 лютого 2016 року № 112 «Про перейменування топонімічних об'єктів та демонтаж пам'ятних знаків у м. Житомирі», перейменований на 1-й Капітульний провулок.